# Mörby och del av Siretorp
Mörby och del av Siretorp is een plaats in de gemeente Sölvesborg in het landschap Blekinge en de provincie Blekinge län in Zweden. De plaats heeft 158 inwoners (2005) en een oppervlakte van 30 hectare.